# Фаленопсис целебесський
Фаленопсис целебесський - лат. Phalaenopsis celebensis - моноподіальна епіфітна трав'яниста рослина родини орхідні.
Вид не має усталеної української назви, в україномовних джерелах зазвичай використовується наукова назва Phalaenopsis celebensis.

## Біологічний опис
Епіфіт середніх розмірів з товстими м'ясистими корінням.
Стебло коротке, листя 2-7.
Листя вузьке, овальне, закруглене на кінцях, завдовжки 15-30 см і шириною 5-7 см з красивим світло-сріблястим малюнком.
Квітконіс звисаючий, удвічі довший за листя, добре галузиться і може нести до 150 дрібних квіток, діаметром 1,5-3см.
Квіти білі, сепалії довше петалій. Петалії частково пофарбовані в рожевий, губа біла з легкими коричнюватими смужками. Квіти розкриваються послідовно, одні відцвітають, інші розпускаються, не пахнуть, живуть близько 20-25 днів. Цвітіння рясне, загальна тривалість до 4-6 місяців.

## Ареал, екологічні особливості
Сулавесі.
Про екології цього виду даних мало.
Сезонної зміни температур у місцях зростання виду немає. Цілий рік середня денна температура 28-32°С, середня нічна 23-24°С. З грудня по березень дощовий сезон, щомісяця випадає 300-500 мм опадів. З квітня по листопад середньомісячне випадання опадів - 100-200 мм. 

Відносна вологість повітря коливається від 84% взимку і навесні, до 75% влітку-восени.

## Історія
Був попередньо описано та потрапив в культуру в 1934 р. Остаточно описаний як вид тільки в 1980 р. 
 Назва виду дано за європейським назві острова Сулавесі. Целебес, від (порт. Celebes) - традиційне європейське назва острова Сулавесі (індонез. Sulawesi), що належить Індонезії. Острів належить до Великим Зондських островам. Оточений морем Сулавесі (Целебесскім морем), морем Банда і Макасарська протокою.

## У культурі
Освітлення: півтінь, при надмірному освітленні листя червоніють. pH води повинен бути не вище 7,5.
Температурна група - тепла.
Вимоги до освітлення: 1000-1200 FC, 10760-12912 lx.
Додаткова інформація про агротехніки у статті Фаленопсис.

## Первинні гібриди
- Celebes Beauty - amabilis х celebensis (Hou Tse Liu) 2003
- Celebes Violet - violacea х celebensis (Sky Island Orchids) 1994
- Cellinde - lindenii х celebensis (Zuma Canyon Orchids Inc.) 1988
- Didi - fimbriata х celebensis (Atmo Kolopaking) 1985
- Golden Butterfly - venosa х celebensis (Hou Tse Liu) 1987
- Little Dragon - stuartiana х celebensis (Hou Tse Liu) 1987
- Little Giant - gigantea х celebensis (Hou Tse Liu) 1994
- Palace Princess - fuscata х celebensis (Orchid Palace (O / U)) 2005
- Philippine Dancer - philippinensis х celebensis (Hou Tse Liu) 1992
- Prince Star - celebensis х javanica (Hou Tse Liu) 1992
- San Shia Lady - schilleriana х celebensis (Hou Tse Liu) 2000
- San Shia Rose - celebensis х bellina (Hou Tse Liu) 2005
- Seleraku - celebensis х corningiana (Atmo Kolopaking) 1989
- Seto Pixie - celebensis х tetraspis (Fuji Nursery) 1996
- Silbergrube - celebensis х equestris (Erwin Burkhardt) 1989
- SIO's Celebes Sea - celebensis х mariae (Sky Island) 2006